# Angelo Rossitto
Angelo Salvatore Rossitto (Omaha, 18 febbraio 1908 – Los Angeles, 21 settembre 1991) è stato un attore e doppiatore statunitense di origini italiane.
Viene spesso ricordato con i suoi due nomi d'arte Moe e Little Angie.

## Biografia
Nato da genitori italiani, era affetto da nanismo (89 centimetri) e ha preso parte ad oltre 70 film in cui, grazie alla sua condizione fisica, interpretò spesso gnomi, alieni o pigmei e il suo film più famoso è Freaks del 1932.
Ha collaborato spesso con attori come John Barrymore, Lon Chaney e Johnny Eck. Quest'ultimo in particolare era amico di Rossitto e i due hanno spesso recitato insieme.

## Filmografia parziale
- The Beloved Rogue (1927)
- Old San Francisco (1927)
- Carcere (The Big House), regia di George W. Hill (1930)
- Freaks, regia di Tod Browning (1932)
- Qualcosa di sinistro sta per accadere (Something Wicked This Way Comes), regia di Jack Clayton (1983)
- Mad Max oltre la sfera del tuono (Mad Max Beyond Thunderdome), regia di George Miller (1985)